# 수퍼맨 리턴즈: 고독의 요새
《수퍼맨 리턴즈: 고독의 요새》(Superman Returns: Fortress of Solitude)는 영화 《수퍼맨 리턴즈》(2006)에 기반하여 나온 퍼즐 게임이다. 일렉트로닉 아츠에서 게임보이 어드밴스로 출시되었다.